# Irvin D. Yalom
Irvin D. Yalom (født 13. juni 1931) er en amerikansk psykiater, der er blevet verdenskendt for sin tilgang til eksistentiel terapi. Han er professor emeritus ved Stanford University i USA. Han har besøgt Danmark ved flere lejligheder. Der er lavet flere film omkring Yalom, ligesom at en af hans skønlitterære romaner er blevet filmatiseret.

## Eksistentiel terapi og de fire grundvilkår
Yaloms tilgang til eksistentiel terapi kan forstås som en videreudvikling af den eksistentiel-humanistiske psykologi og psykoterapi, der blev grundlagt i USA af Rollo May.
Yaloms tilgang fokuserer især på, hvordan mennesket kan udvikle overdreven angst, hvis det ikke konfronterer sig med tilværelsens grundvilkår. Han opregner i den forbindelse fire grundvilkår:
1. At livet i sig selv er meningsløst
2. At mennesket er er frit væsen
3. At mennesket skal dø
4. At mennesket er alene på afgørende tidspunkter i sit liv

Mennesket må acceptere disse vilkår og selv finde mening, erkende at det er et frit og dødeligt væsen og lære at være alene. Dette kommer især til udtryk i bogen Existential Psychotherapy.
De senere år har hans forfatterskab dog især fokuserer på menneskets forhold til døden.

## Gruppeterapi
Irvin D. Yalom har bidraget væsentligt til teorien og praktiseringen af gruppeterapi. Hans tilgang til gruppeterapi er blevet formet af hans erfaringer som terapeut og hans interesse for eksistentiel psykologi. I den forbindelse udgav Yalom i 1970 bogen The Theory and Practice of Group Psychotherapy. Hans arbejde her fokuserer på, hvordan individer fungerer i grupper, og hvad de kan opnå ved at deltage i gruppeterapi.
Yalom mener, at gruppeterapi giver en unik mulighed for at udforske interpersonelle relationer og gruppedynamik. Han fokuserer på, hvordan medlemmernes indbyrdes interaktioner kan afspejle mønstre fra deres liv uden for gruppen.
Eksistentielle temaer er grundlæggende for Yaloms tilgang. Han opfordrer medlemmerne til at være bevidste om deres eksistentielle udfordringer og hjælpe hinanden med at finde mening og formål i deres liv. Dette bidrager til en dybere forståelse af sig selv og andre.
Yalom betragter i den forbindelse visse eksistentielle og menneskelige temaer som universelle. Disse omfatter dødelighed, frihed, isolation, meningsløshed og eksistentiel ensomhed. I gruppeterapi tror han, at disse temaer kan udforskes og forstås kollektivt.

## Skønlitterær forfatter
Yalom har også skrevet skønlitteratur. Det drejer sig dels om fortællinger om psykoterapi og dels om eksistentielle men fiktive fortællinger, der inddrager vigtige personer som Arthur Schopenhauer og Friedrich Nietzsche. Hans skønlitterære roman om Friedrich Nietzsche er blevet filmatiseret.

## Skønlitteratur på engelsk
- 1974 Every Day Gets a Little Closer ISBN 0-465-02119-0
- 1989 Love's Executioner and Other Tales of Psychotherapy ISBN 0-465-04280-5
- 1992 When Nietzsche Wept ISBN 0-465-09172-5
- 1996 Lying on the Couch ISBN 0-465-04295-3
- 1999 Momma and the Meaning of Life ISBN 0-749-92038-6
- 2005 The Schopenhauer Cure ISBN 978-0-06-621441-2
- 2005 I'm calling the police! A Tale of Regression and Recovery
- 2012 The Spinoza Problem ISBN 0-465-02963-9
- 2015 Creatures of a Day - And Other Tales of Psychotherapy, ISBN 978-0-465-02964-8

## Faglitteratur på engelsk
- 1970 The Theory and Practice of Group Psychotherapy ISBN 0-465-09284-5 (5th edition 2005)
- 1980 Existential Psychotherapy ISBN 0-465-02147-6
- 1983 Inpatient Group Psychotherapy ISBN 0-465-03298-2
- 1996 The Yalom Reader ISBN 0-465-03610-4
- 2001 The Gift of Therapy: An Open Letter to a New Generation of Therapists and Their Patients[14] ISBN 0-066-21440-8
- 2008 Staring at the Sun: Overcoming the Terror of Death[15][16] ISBN 978-0-7879-9668-0
- 2017 Becoming Myself: A Psychiatrist's Memoir ISBN 0-465-09889-4

## Skønlitteratur på dansk
- 1994 Da Nietzsche græd. Hans Reitzels Forlag
- 2007 Sex, løgn og psykoterapi. Hans Reitzels Forlag
- 2007 Meningen med livet. Hans Reitzels Forlag. ISBN 9788741250526
- 2007 Kærlighedens bøddel. Hans Reitzels Forlag. ISBN 9788741250533

## Faglitteratur på dansk
- 1996 Eksistentiel psykoterapi. Hans Reitzels Forlag. ISBN 9788741228389
- 2008 Som at se på solen. Hans Reitzels Forlag. ISBN []
- 2009 Terapiens essens. Hans Reitzels Forlag. ISNB: 9788741250519
- 2018 Bevægende møder. Hans Reitzels Forlag. ISBN 9788741269917